# Ángel Rodríguez Álvarez
Ángel Rodríguez Álvarez (Serradilla (Cáceres) 1877 - Cáceres, 1962)
Creador del método pedagógico conocido como 'Rayas', que tenía como función el aprendizaje de la lectura y escritura. Su edición se inició en 1905 y finalizó en 1975 vendiéndose 50 millones de ejemplares en Europa, Hispanoamérica y Australia.
Fue autor también de varios libros de texto de lecturas, aritmética y gramática para las escuelas de enseñanza primaria.
En 1954, se le concedió la cruz de la Orden de Alfonso X el Sabio.